# بيت حسن حسين

تعديل مصدري - تعديل

بيت حسن حسين هي إحدى قرى عزلة سباح بمديرية سباح التابعة لمحافظة أبين، بلغ تعداد سكانها 20 نسمة حسب تعداد اليمن لعام 2004.